# Opération Anklet
Seconde Guerre mondiale,
Bataille de Norvège
| Vågsøy Îles Lofoten |

L’opération Anklet était le nom de code d'un raid des Commandos britanniques le 26 décembre 1941 sur les Iles Lofoten.

## L'opération
Trois cents hommes du Commando No.12 furent engagés afin de faire diversion en faveur d'un raid plus important dans l'île de Vågsøy, l’Opération Archery. La garnison allemande, occupée à célébrer Noël fut rapidement submergée.